# Маркус Шопп
Маркус Шопп (нім. Markus Schopp, нар. 22 лютого 1974, Грац) — австрійський футболіст, півзахисник. По завершенні ігрової кар'єри — тренер. З 2021 року очолює тренерський штаб команди «Барнслі».
Насамперед відомий виступами за клуби «Штурм» (Грац) та «Брешія», а також національну збірну Австрії.
Дворазовий володар Кубка Австрії. Чемпіон Австрії. 

## Клубна кар'єра
У дорослому футболі дебютував 1991 року виступами за команду клубу «Штурм» (Грац), в якій провів п'ять сезонів, взявши участь у 102 матчах чемпіонату. Більшість часу, проведеного у складі «Штурма», був основним гравцем команди. За цей час виборов титул володаря Кубка Австрії.
Згодом з 1996 по 1998 грав у Німеччині у складі «Гамбурга», після чого повернувся до грацького «Штурма». Грав за «Штурм» до 2001 року, протягом цих років додав до переліку своїх трофеїв ще один титул володаря Кубка Австрії, ставав чемпіоном Австрії.
Своєю грою за останню команду привернув увагу представників тренерського штабу італійського клубу «Брешія», до складу якого приєднався 2001 року. Відіграв за клуб з Брешії наступні чотири сезони своєї ігрової кар'єри.
Протягом 2005—2006 років захищав кольори команди зальцбурзького клубу «Ред Булл».
Завершив професійну ігрову кар'єру у клубі «Нью-Йорк Ред Буллз», за команду якого виступав на умовах оренди протягом 2006—2007 років.

## Виступи за збірну
1996 року дебютував в офіційних матчах у складі національної збірної Австрії. Протягом кар'єри у національній команді, яка тривала 10 років, провів у формі головної команди країни 56 матчів, забивши 6 голів.
У складі збірної був учасником чемпіонату світу 1998 року у Франції.

## Кар'єра тренера
Розпочав тренерську кар'єру невдовзі по завершенні кар'єри гравця, 2009 року тренером молодіжної команди клубу «Штурм» (Грац), де пропрацював з 2009 по 2010 рік.
Протягом 2010–2021 років очолював команди «Штурм Грац II», «Санкт-Пельтен» та «Гартберг», а також входив до тренерського штабу клубу Австрія (мол.).
Влітку 2021 очолив англійський «Барнслі».

## Титули і досягнення
- Володар Кубка Австрії (2):

«Штурм» (Грац): 1995–96, 1998–99
- Чемпіон Австрії (1):

«Штурм» (Грац): 1998–99
- Володар Суперкубка Австрії (2):

«Штурм» (Грац): 1998, 1999